# Checkpoint (centre de santé)
Pour les articles homonymes, voir Checkpoint.
En Suisse, un checkpoint est un centre de santé spécialisé pour les hommes qui ont des rapports sexuels avec des hommes (HSH). À l'heure actuelle, il existe trois centres de ce type dans le pays, à Genève, Zurich et Lausanne. L'Office fédéral de la santé publique (OFSP) envisage la création de deux autres centres à Bâle (projet pilote en 2012) et Berne .

## Origines
En 2002, l'association genevoise Dialogai s'intéresse à la santé des gays et lance une grande enquête en collaboration avec l'Université de Zurich. L'enquête « Santé Gaie » met en évidence la nécessité pour les hommes gays et bisexuels de pouvoir effectuer leurs tests de dépistage du VIH dans un contexte adapté et non-jugeant. L'association décide en 2005 la création de « Checkpoint », un centre VCT dédié aux hommes qui ont des rapports sexuels avec des hommes (HSH), sur le modèle du centre Checkpoint d'Amsterdam. Des centres similaires sont créés en 2007 à Zurich et en 2012 à Lausanne. À l'origine, il s'agit de centres d’accueil offrant des conseils sur le VIH et d’autres IST, des possibilités de dépistage et un accompagnement des hommes gays et bisexuels. l'idée étant que les gays préfèrent fréquenter des centres qui leur sont favorables parce qu'ils s’y sentent mieux et qu'ils y trouvent une meilleure connaissance de leurs besoins et une plus grande compréhension de leur situation.

## De véritables centres de santé
Les enquêtes « Santé Gaie » de 2002 et 2007 à Genève, ainsi que l’enquête nationale bisannuelle GAYSURVEY conduite par l’Université de Lausanne confirment l’état de santé comparativement moins bon des homosexuels, voire une détérioration de la situation ces dernières années, notamment dans le domaine de la santé mentale. Les jeunes homosexuels affichent des taux de tentatives de suicides et de suicides aboutis nettement plus élevés que les jeunes hétérosexuels. Il est avéré que cette situation est en lien avec les problèmes de coming out et de discrimination par les autres jeunes et par une partie de la population.
Les centres Checkpoint développent donc leurs offres pour y ajouter des éléments de promotion de la santé, par exemple dans le domaine psychosocial et tendent à devenir de véritables centres de santé pour hommes gays et bisexuels. Cette évolution doit se poursuivre et prévoit un réseau de cinq centres de santé pour
gays à Bâle, Berne, Genève, Lausanne et Zürich . L’objectif est d’offrir aux quelque 5 % de gays de la population masculine de Suisse une offre large de prévention et de promotion de la santé favorable aux homosexuels.

## Des checkpoints dans toute l'Europe
Sur le modèle des checkpoints suisses, des centres de dépistages baptisés « Checkpoints » ont ouvert à Barcelonne et à Paris.